# Helias Meder
Helias Meder (* 20. März 1761 in Emden; † 17. Juni 1825 ebenda) war der bedeutendste reformierte Theologe Ostfrieslands in der späten Aufklärungszeit.

## Leben
Nach einem theologischen Studium in Groningen wurde Meder 1785 Pfarrer in den Gemeinden Hornhuizen und Kloosterburen. Nach vier Jahren nahm er einen Ruf in seine Heimatstadt Emden an, wo er am 1. Mai 1789 gewählt und am 3. Mai 1789 eingeführt wurde.
In den Jahren 1804–1807 veröffentlichte er, nachdem er schon einige theologische Gelegenheitsschriften verfasst hatte, sein theologisches Hauptwerk, die Openlijke Kerk-Leer der evangelisch-gereformeerde Gemeente in Emden en Oostfriesland, die dritte Paraphrase des Emder Katechismus von 1554. Der 1804 erschienene Band 1 umfasst 688 Seiten, der Band 2 mit seinen beiden Teilen (1805) 436 und 462 Seiten und der Band 3 von 1807 hat einen Umfang von 651 Seiten. Insgesamt ist diese Auslegung des Emder Katechismus also ein 2237 Seiten starkes opus opulens.